# Euphorbia characias
Az Euphorbia characias a Malpighiales rendjébe, ezen belül a kutyatejfélék (Euphorbiaceae) családjába tartozó faj.

## Előfordulása
Az Euphorbia characias eredeti előfordulási területe a Földközi-térség északi, illetve keleti része. Portugáliától egészen Anatóliáig található meg. A Kréta szigeten is fellelhető.
Manapság a világ számos melegebb égövén dísznövényként termesztik. Számos termesztett változatát alakították ki; többek között: 'Black Pearl', 'Thelma's Giant', 'Lambrook Gold', 'Silver Swan' és 'Tasmanian Tiger'. A 'Portuguese Velvet' és a E. characias subsp. wulfenii 'John Tomlinson' termesztett változatok elnyerték a The Royal Horticultural Society a Royal Horticultural Society Award of Garden Merit, azaz nagyjából Kerti Termesztésre Érdemes Növény Díját.

## Alfajai
- Euphorbia subsp. characias - Portugáliától Krétáig
- Euphorbia characias subsp. wulfenii (Hoppe ex W.D.J.Koch) Radcl.-Sm. 1968 - Dél-Franciaországtól Anatóliáig

## Megjelenése
Felegyenesedő, örökzöld kisebb cserje, mely legfeljebb 1,2 méter magas és ugyanannyi széles. Számos „gyapjas” szára van; ezeken fekete vagy sötétbarna nektárt termelő cyathiumok - főleg a kutyatejfélék családjában előforduló virágzat; a virágzat középpontjában egy rendszerint hosszú kocsányon kilógó termős virág van, melyet egyetlen porzóból álló porzós virágok és egy csészeszerű burok vesz körül; ezek a sajátos kis virágzatok maguk is gyakran virágzatot alkotnak - vannak. Ezek a virágzatok sűrű, gömb alakú fürtökben ülnek, és tavasztól kora nyárig nyílinak. A termés sima tapintású toktermés. Az Euphorbia characias tejszerű nedvet tartalmaz, mely az ember számára mérgező.

## Életmódja
Egyaránt megél az alföldeken és a hegyvidékeken is; legalábbis a szárazabb vidékeken. Jól tűri a szárazságot és a nagy sótartalmat.

## Képek

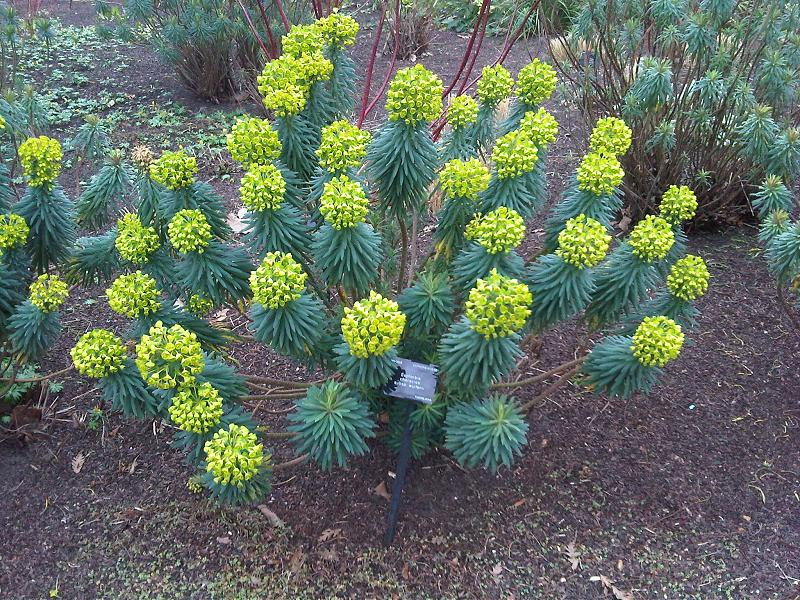
A növény a
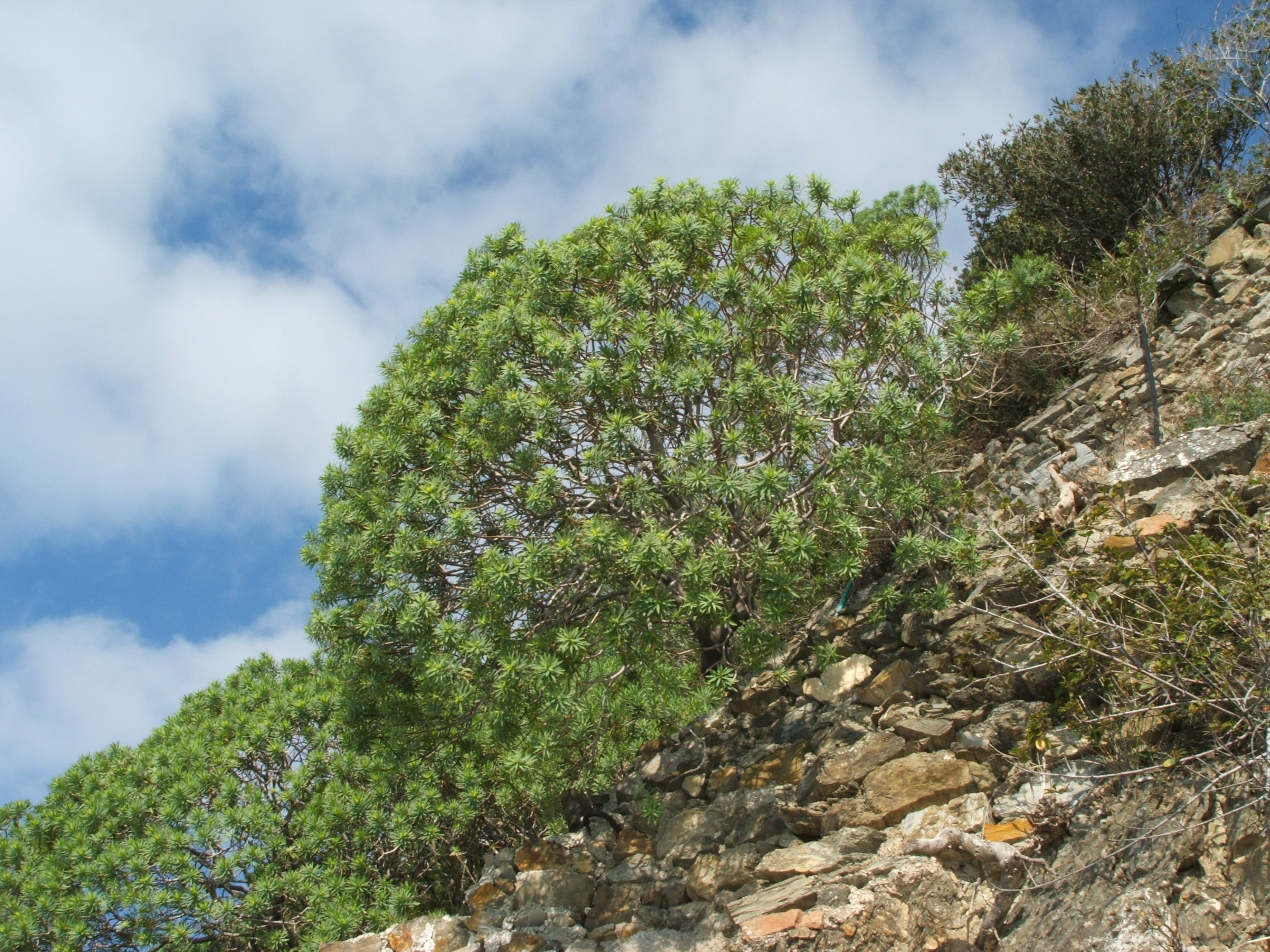
természetes élőhelyén
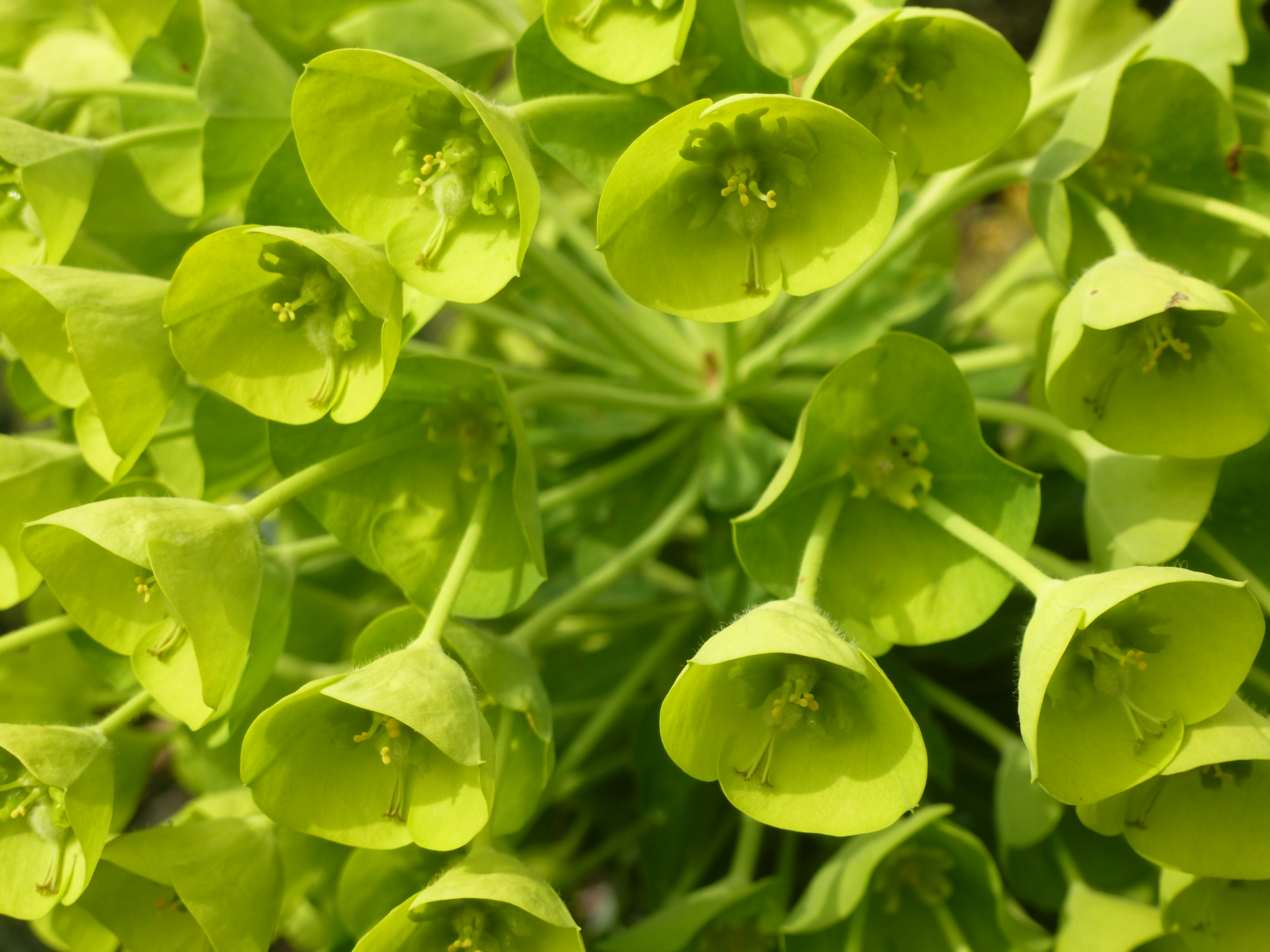
Virágai
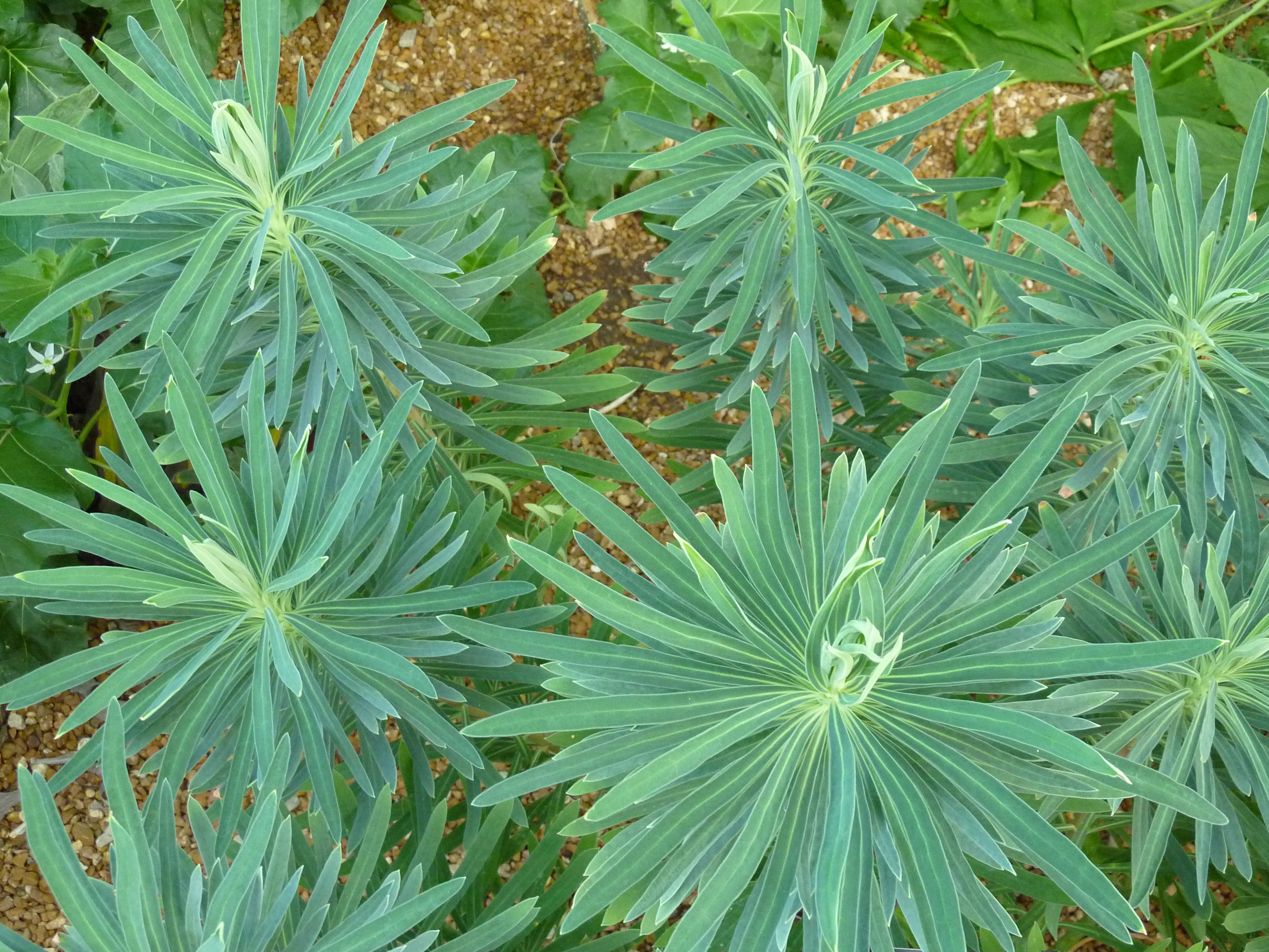
Levelei

## Fordítás
- Ez a szócikk részben vagy egészben  az   Euphorbia characias című angol Wikipédia-szócikk ezen változatának fordításán alapul.  Az eredeti cikk szerkesztőit annak laptörténete sorolja fel. Ez a jelzés csupán a megfogalmazás eredetét és a szerzői jogokat jelzi, nem szolgál a cikkben szereplő információk forrásmegjelöléseként.